# Morris (Illinois)
Morris es una ciudad ubicada en el condado de Grundy en el estado estadounidense de Illinois. En el Censo de 2010 tenía una población de 13636 habitantes y una densidad poblacional de 536,85 personas por km². La ciudad fue fundada en 1853. En Morris se encuentra la Central Nuclear Dresden, que suministra una parte importante de electricidad al Área metropolitana de Chicago.

## Geografía
Morris se encuentra ubicada en las coordenadas 41°22′27″N 88°25′58″O / 41.37417, -88.43278. Según la Oficina del Censo de los Estados Unidos, Morris tiene una superficie total de 25.4 km², de la cual 24.46 km² corresponden a tierra firme y (3.71%) 0.94 km² es agua.

## Demografía
Según el censo de 2010, había 13636 personas residiendo en Morris. La densidad de población era de 536,85 hab./km². De los 13636 habitantes, Morris estaba compuesto por el 93.15% blancos, el 1.03% eran afroamericanos, el 0.24% eran amerindios, el 0.72% eran asiáticos, el 0.03% eran isleños del Pacífico, el 3.49% eran de otras razas y el 1.34% pertenecían a dos o más razas. Del total de la población el 9.58% eran hispanos o latinos de cualquier raza.